# Jugo-Kamskij
Jugo-Kamskij (ros. Юго-Камский) – osiedle w Rosji, w Kraju Permskim, w rejonie permskim. W 2010 liczyło 8019 mieszkańców.